# OnePointFive
OnePointFive (stilizzato ONEPOINTFIVE) è il secondo album in studio del rapper statunitense Aminé, pubblicato il 15 agosto 2018.

## Tracce
1. Dr. Whoever – 4:19
2. Hiccup (featuring Gunna) – 2:59
3. Reel It In – 2:01
4. Blackjack – 1:57
5. Why? – 3:46
6. Shine – 2:30
7. Chingy – 2:02
8. Dapper Dan (featuring G Herbo) – 2:52
9. CantU – 2:37
10. Sugarparents (featuring Rico Nasty) – 1:59
11. STFU2 – 1:44
12. Ratchet Saturn Girl – 2:26
13. Together – 3:34